# دركاه

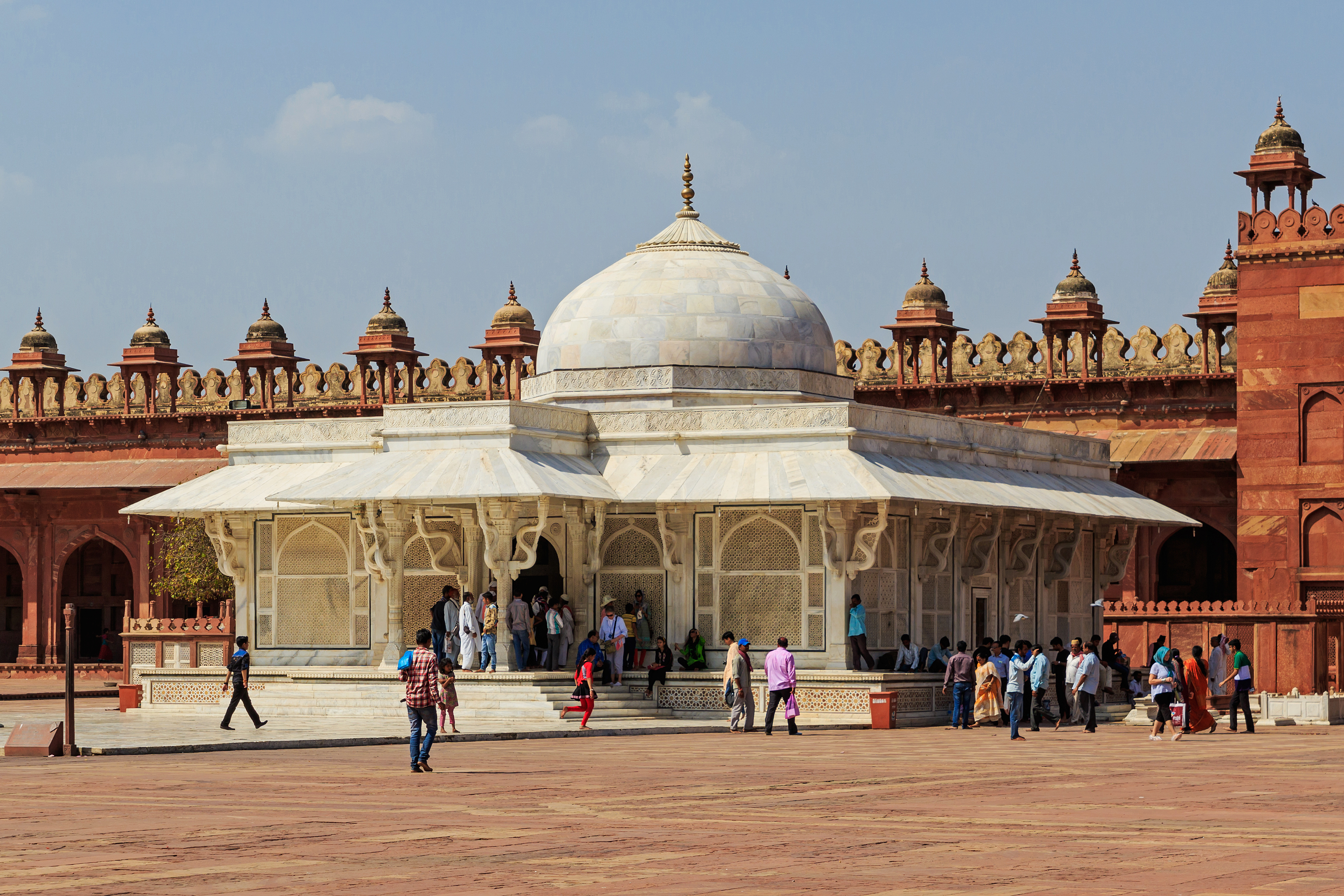
بُني قبر سليم جشتي في فاتح بور سيكري بالهند عام 1581 في عهد الإمبراطور المغولي جلال الدين أكبر.

الدركاه (بالفارسية: درگاه). هي ضريح مبني على قبر شخصية دينية مقدسة، غالبًا قديس صوفي أو درويش.

## أصل التسمية
كلمة دركاه مشتقة من الكلمة الفارسية (بالفارسية: درگاه) تعني حرفيا «بوابة» أو «عتبة».
وتعرف الكلمة على أنها مؤلفة من (بالفارسية: در) وتعني باب و(بالفارسية: گاه) وتعني مكان وكانت تعني ردهة التوزيع التي تحفظ الخصوصية داخل البيوت. وثم عربت الكلمة كدركاه

## العمارة
أصبح مصطلحًا معماريًا يستخدم في العمارة العربية والإسلامية لوصف الغرفة أو الصحن الداخلي الموزع الذي يتوسط إيوانين. واذ تقسم أجزاء الدار إلى القاعة الكبرى في الطابق العلوي وهي غرفة مستطيلة تنقسم إلى ثلاثة أقسام حيث الأوسط وهو مربع وأرضيته منخفضة عن أرضية الجزأين الآخرين وسقفه أعلى من سقف القاعة يسمى بالدركاه. ويعرف الجزءان الآخران بالإيوانين أو بالديوان.
ويغطى سقف الدركاه بشخشيخة محلاة بالقماري أي المنافذ الجصية المزينة بعناصر نباتية أو خطية وتغطى بالزجاج الملون. وتكسى أرضية الدركاه بالفسيفساء وأحياناً يكون في وسطها فسقية.